# Storia degli scavi archeologici di Pompei

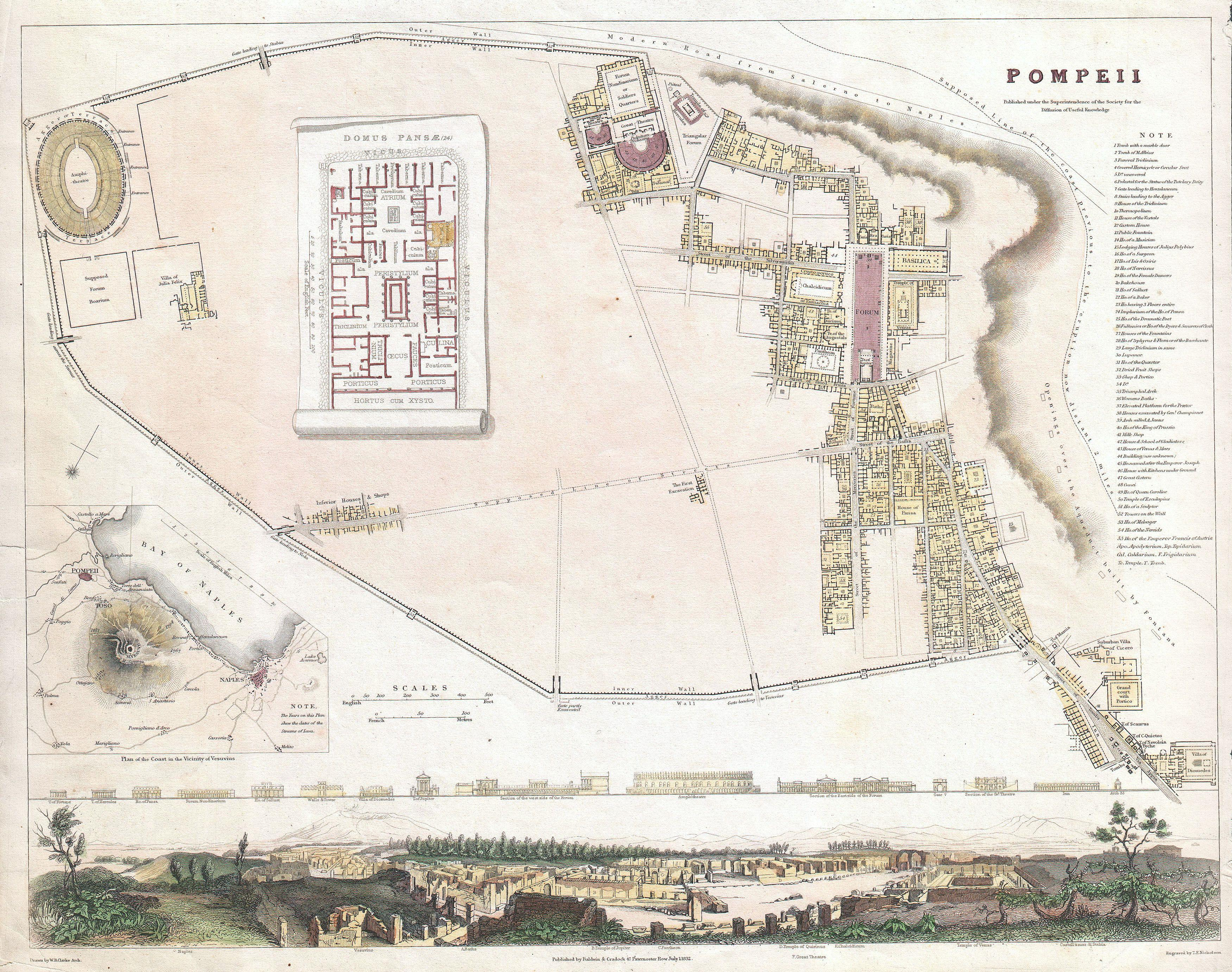
Mappa degli scavi del 1832

La storia degli scavi archeologici di Pompei comincia nel 1748 sotto Carlo di Napoli per protrarsi fino ai giorni nostri: questa colossale opera archeologica, in oltre due secoli, ha permesso di riportare alla luce l'antica città di Pompei, seppellita dall'eruzione del 79 del Vesuvio, insieme ad Ercolano, Stabiae ed Oplontis.

## Origini e XVIII secolo

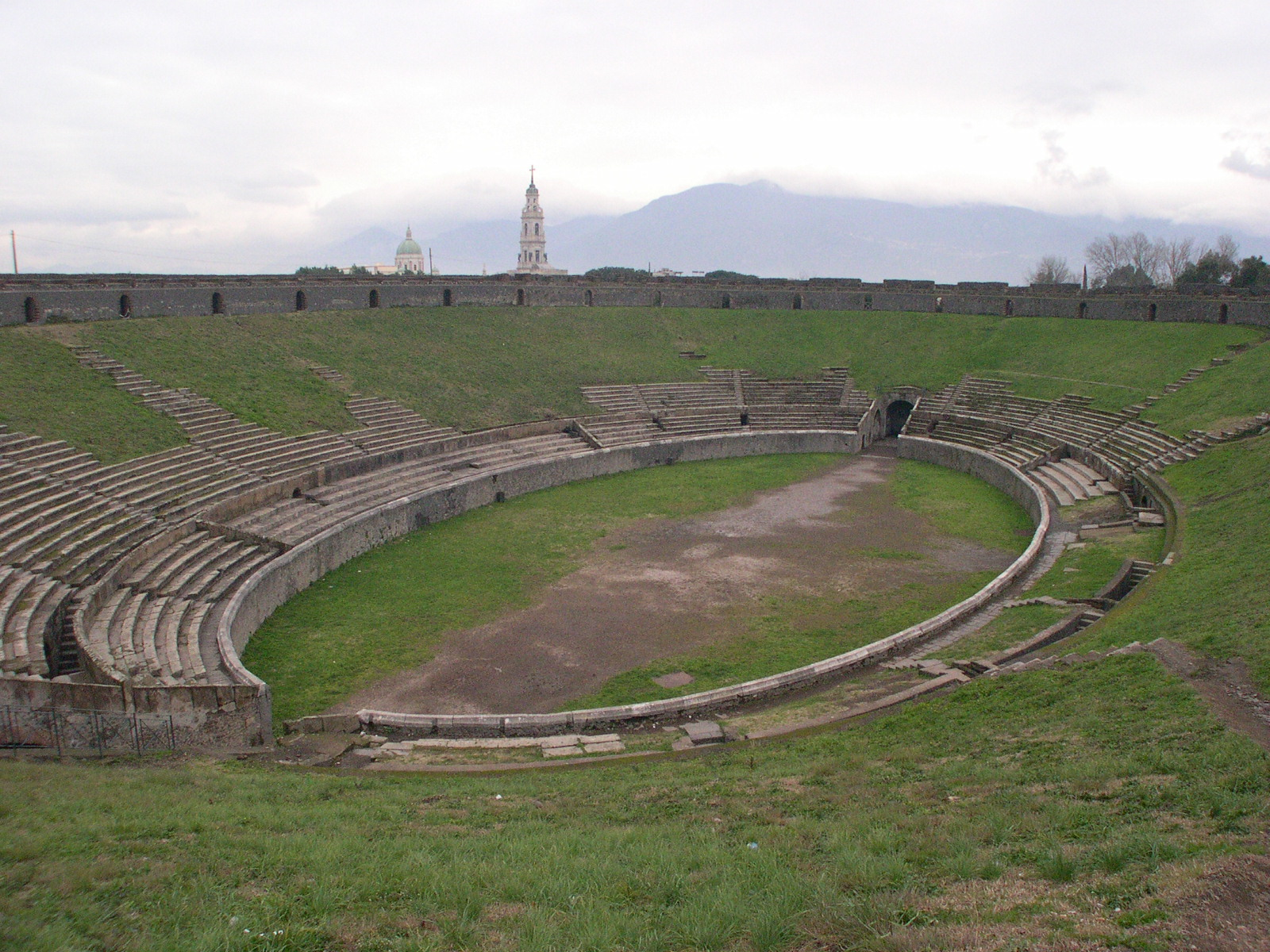
L'anfiteatro, uno dei primi edifici ad essere ritrovato

Già poco dopo l'eruzione l'Imperatore romano Alessandro Severo diede ordine di scavare nella zona dove sorgeva l'antica Pompei, ma a causa della fitta coltre di ceneri e lapilli, l'esperimento si esaurì poco dopo. Nel 1553 il conte di Sarno, Muzio Tuttavilla, acquistò il feudo di Torre Annunziata e per poter alimentare i mulini del luogo, decise la costruzione di un canale sfruttando le acque del fiume Sarno: i lavori furono commissionati all architetto Domenico Fontana e iniziarono nel 1592. Tra il 1594 ed il 1600, durante la costruzione del canale del Conte, furono rinvenuti monete e resti di edifici: tuttavia non fu compreso che si trattava dell'antica città romana, e dopo il terremoto del 1631 tutto fu nuovamente abbandonato.

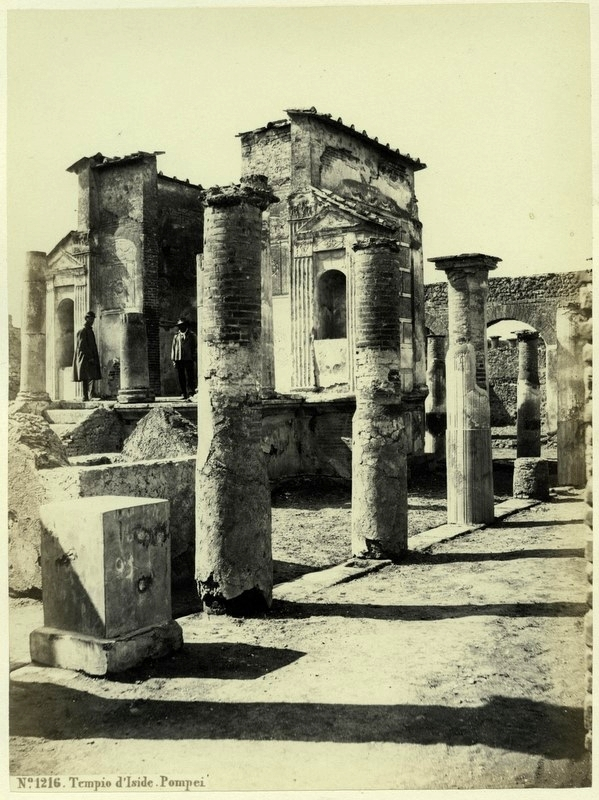
Il tempio di Iside in una foto di fine '800

A seguito del ritrovamento dell'antica Ercolano e dei suoi reperti, la dinastia borbonica voleva accrescere il proprio patrimonio artistico con l'intento di dare maggiore prestigio alla casa reale: fu così che il 23 marzo 1748 l'ingegnere Roque Joaquín de Alcubierre, con l'aiuto dell'abate Giacomo Martorelli e degli ingegneri Karl Jakob Weber e Francisco la Vega, questi ultimi due con il compito di curare i giornali di scavo, aprì un primo cantiere nella zona di Civita, presso l'incrocio di una strada che da un lato portava nell'attuale Castellammare di Stabia, dall'altro a Nola. Furono ritrovati monete, statue, affreschi e uno scheletro, ma furono anche individuate una parte dell'anfiteatro e la necropoli di Porta Ercolano: de Alcubierre credeva che si trattasse dell'antica Stabiae. Tuttavia la mancanza di ritrovamenti di oggetti di valore, fece spostare l'attenzione nuovamente su Ercolano ed il cantiere fu chiuso: durante gli scavi di questo primo periodo, dopo l'esplorazione e la raccolta di reperti, le costruzioni venivano nuovamente sepolte e le modalità d'indagine erano molto approssimative, tant'è che quando le pitture non venivano considerate adatte, i muri degli edifici che le contenevano venivano distrutti. Gli scavi a Pompei ripresero nel 1754, grazie anche all'entusiasmo prodotto dal ritrovamento della villa dei Papiri ad Ercolano e riguardarono per lo più diverse zone già individuate negli anni precedenti come la villa di Giulia Felice e la villa di Cicerone nei pressi di Porta Ercolano; nel 1759, con la creazione da parte di Carlo di Borbone, dell'Accademia Ercolanese, si iniziò a registrare e descrivere i vari ritrovamenti che venivano effettuati nella zona vesuviana. Nel 1763, grazie all'individuazione di un'epigrafe di Titus Suedius Clemens, dov'era nominata la Res Publica Pompeianorum, si poterono associare i ritrovamenti archeologici a Pompei e non a Stabiae.
Con la salita al potere di Ferdinando I delle Due Sicilie, ma soprattutto per volere della moglie Maria Carolina, nel periodo compreso tra il 1759 e 1799 fu riportata alla luce parte della città, questa volta non più riseppellita ma rimasta a vista, grazie anche a un sistema di scavo sistematico, voluto dal direttore Francisco la Vega, il quale preferiva che i reperti, soprattutto gli affreschi parietali, rimanessero ai muri e non asportati per essere trasporti al museo nella Reggia di Portici, trasferiti poi, a partire dall'inizio del XIX secolo, al Real Museo di Napoli: tra il 1764 ed il 1766 fu riportata alla luce parte della zona dei teatri, del tempio di Iside e del Foro Triangolare; tra il 1760 ed il 1772 l'attenzione si spostò nella zona nord-occidentale della città, con le esplorazioni della Villa di Diomede, della Casa del Chirurgo e della Via dei Sepolcri, dove furono rinvenuti, oltre a monete di oro ed argento, anche diciotto corpi, morti a causa dell'eruzione. Durante gli scavi del XVIII secolo furono prodotti una grande quantità di documenti: la maggior parte erano delle semplici liste che riportavano tutti i reperti recuperati, mentre alcune opere di ordine descrittivo contribuirono a far conoscere Pompei ed Ercolano in tutta Europa.
Nel 1787 giunse a Pompei Johann Wolfgang von Goethe, che così descrive le rovine della città:
(Johann Wolfgang von Goethe, Viaggio in Italia)

## XIX secolo

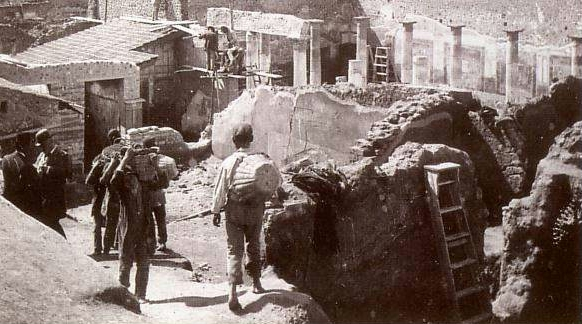
Operai al lavoro nel XIX secolo

Nel 1798 Ferdinando IV voleva scacciare i Francesi da Roma, ma dopo essere stato sconfitto, questi marciarono verso Napoli ed il re fu costretto a scappare: fu così fondata la Repubblica Napoletana; in questo periodo, il generale Jean Étienne Championnet diede ordine di continuare l'opera di scavo a Pompei, concentrandosi soprattutto nell'area meridionale. L'anno seguente i Francesi abbandonarono Napoli ma Ferdinando IV tornerà però solo nel 1802: in questo lasso di tempo, sia per problemi di ordine politico, ma soprattutto finanziario, tutte le attività di scavo vennero sospese. Un nuovo impulso fu dato dall'arrivo di Giuseppe Bonaparte nel 1806, che insieme al ministro Antoine Christophe Saliceti gestiva un organico di circa cinquecento operai: inoltre con l'aiuto del direttore del museo di Portici, Michele Arditi, iniziarono i primi espropri di case dall'area archeologica, per evitare che cittadini privati potessero effettuare scavi a proprie spese impossessandosi dei reperti ritrovati, furono aumentati i sorveglianti, regolamentate le visite e si evitarono scavi isolati, concentrandosi su determinate zone, in particolare nei pressi di Porta Ercolano, dove fu scoperta la Casa di Sallustio. A seguito della partenza di Bonaparte per la Spagna, nel 1808, il regno di Napoli fu affidato a Gioacchino Murat, la cui moglie Carolina Bonaparte era una appassionata di archeologia: fu infatti la donna che prese il controllo delle indagini ed incoraggiava gli operai, che nel frattempo erano saliti a 624, oltre a circa 1 500 zappatori, con continue ricompense economiche; ciò nonostante, la scelta di uomini estranei al sapere archeologico provocò non pochi malumori tra gli addetti, come ricordato all'architetto François Mazois:

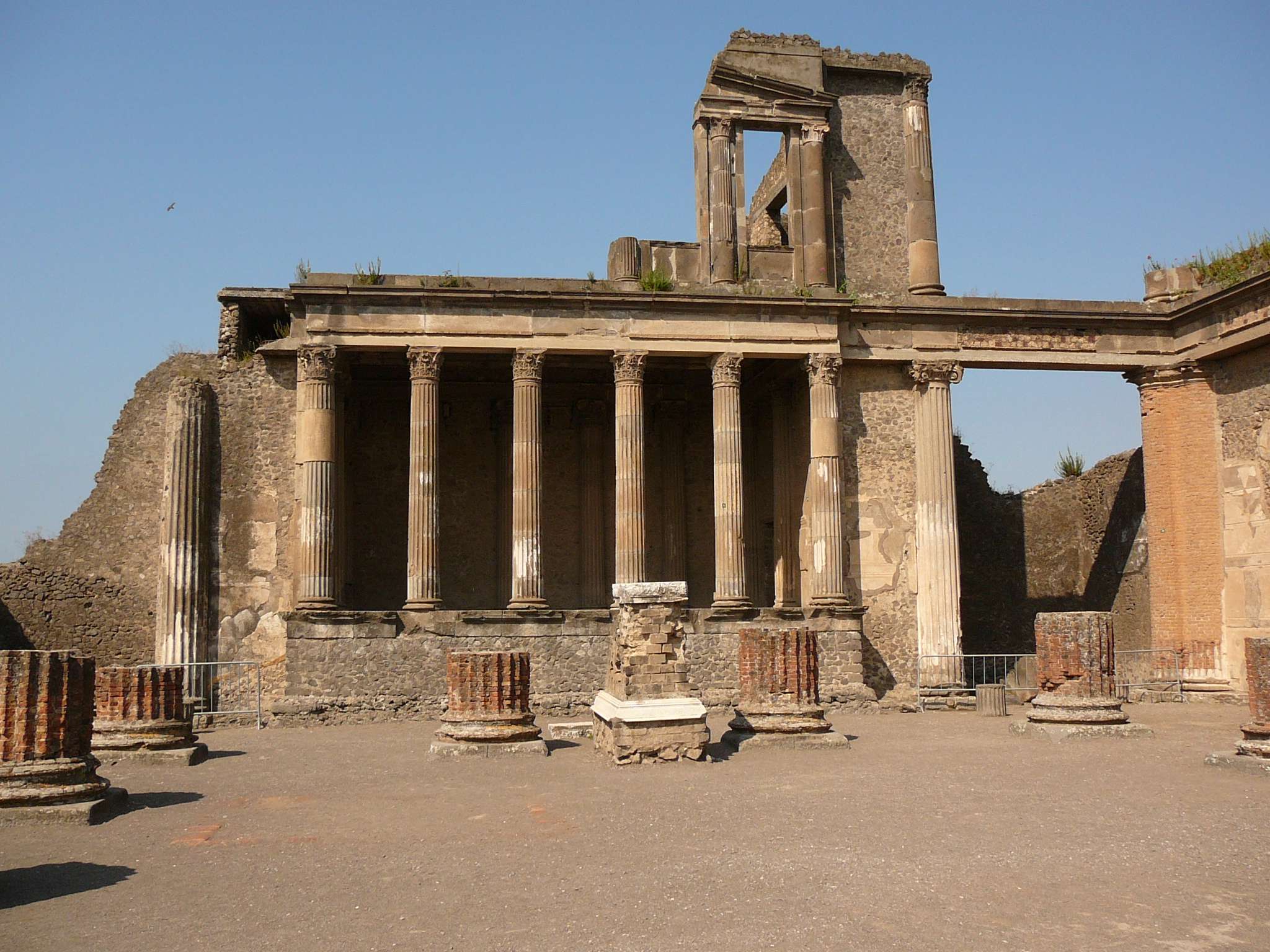
La basilica, riportata alla luce sotto Carolina Bonaparte

Sotto la regina Carolina venne individuata la cinta muraria della città e fu per lo più scavata la zona dei teatri e del foro, oltre a diverse insulae adiacenti alla zona di Porta Ercolano: a tale periodo risale la scoperta della Casa di Pensa e della Basilica. Sempre su ordine di Carolina furono pubblicate numerose guide che riportavano la planimetria delle scoperte di Pompei ed inviate poi in tutta Europa, facendo diventare il luogo tappa obbligata del Grand Tour: grazie a queste pubblicazioni, Charles François Mazois, venuto a conoscenza degli scavi vesuviani, lavorò a Pompei tra il 1809 ed il 1813 editando poi Les ruines de Pompéi, la maggiore opera di epoca borbonica riguardante gli scavi; divisa in quattro sezioni, la prima parte del testo descriveva la rete viaria, tombe, porte e mura, la seconda fontane e case, la terza gli edifici pubblici e la quarta teatri, templi e l'urbanistica.

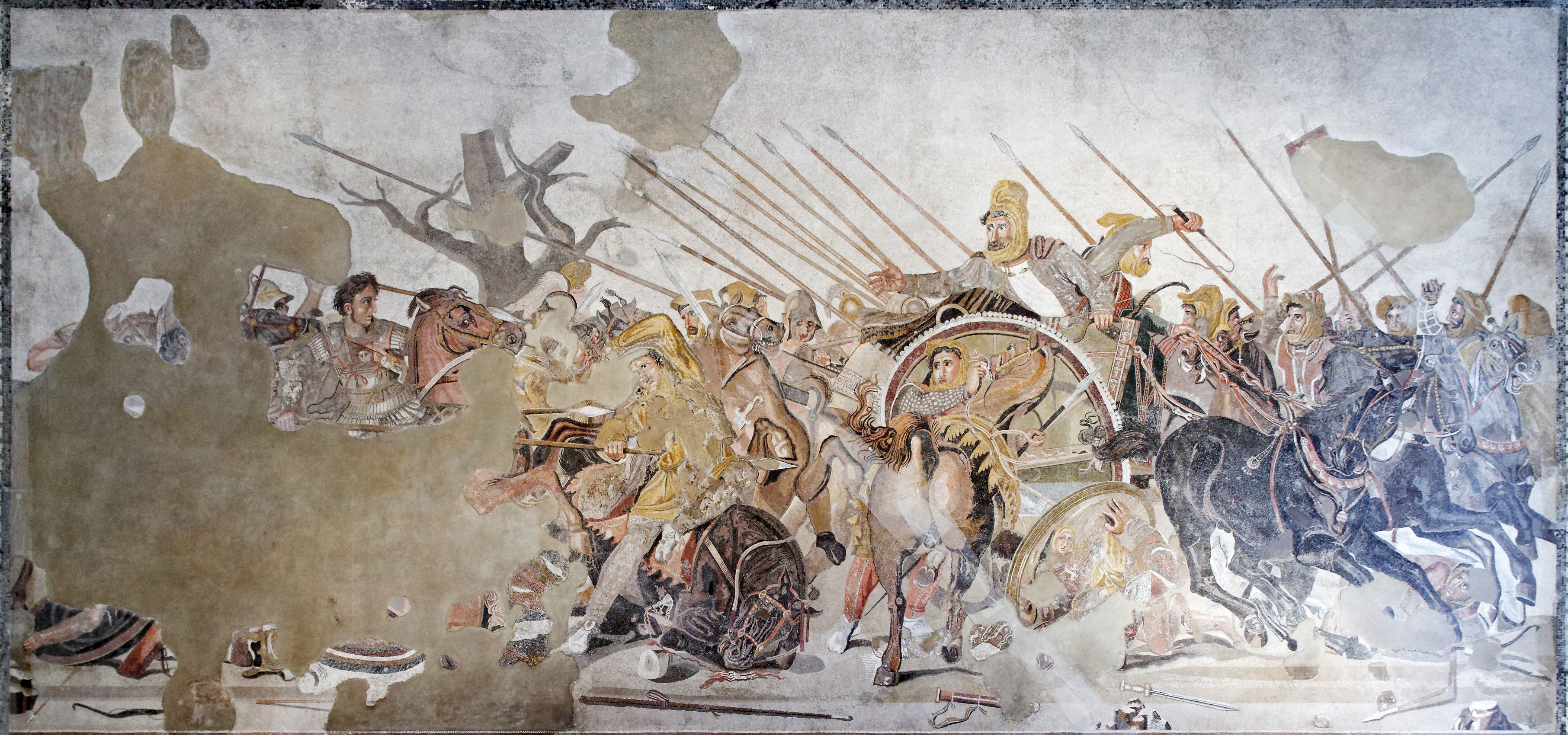
Mosaico di Alessandro Magno, ritrovato nella casa del Fauno

Il ritorno della dinastia borbonica segnò un nuovo periodo di stasi, soprattutto sotto Ferdinando I, il quale vendette nuovamente parte dei terreni espropriati a privati e ridusse il numero di operai a sole tredici unità: venne comunque recuperato l'intero foro. Con la salita al trono di Francesco I, tra il 1820 e 1830, si assistette ad una nuova ripresa degli scavi, in particolar modo nella zona di Via Mercurio e della regio IV, dove furono trovate numerose abitazioni di notevole interesse architettonico: nel 1830 venne scoperta la Casa del Fauno, con il grosso mosaico dedicato ad Alessandro Magno. Con Ferdinando II prima, e Francesco II poi, l'interesse per l'area archeologica di Pompei andò nuovamente scemando ed i due utilizzarono il sito solo come una sorta di museo per i loro ospiti: fu visitato da Alexandre Dumas nel 1835, papa Pio IX nel 1849 e Massimiliano II di Baviera nel 1851. Vengono riportate alla luce nel 1845 le aree circostanti di Via dell'Abbondanza e recuperate Via Stabiana, Via della Fortuna e Via di Nola; si assiste inoltre ad un primo parziale restauro delle strutture già esplorate, come quelle delle Terme del Foro e delle Terme Stabiane. Altro evento importante fu nel 1840 la costruzione della linea ferroviaria da Napoli verso Nocera, con la stazione nei pressi di Porta Marina, che permetteva un più facile raggiungimento del sito da parte di un maggior numero di persone. Oltre alle normali pubblicazioni, in questo periodo prende il via una nuova forma di documentazione, ossia quella fotografica, anche se utilizzata per scopi turistici, piuttosto che di studio e restauro: risale al 1851 la prima serie completa di fotografie su Pompei, realizzate dall'architetto Alfred Nicolas Normand. Dal 1854 cominciarono inoltre una serie di pubblicazioni intitolate Le case e i monumenti di Pompei disegnati e descritti con tavole a colori, che aumentarono notevolmente la fama di Pompei in Europa.

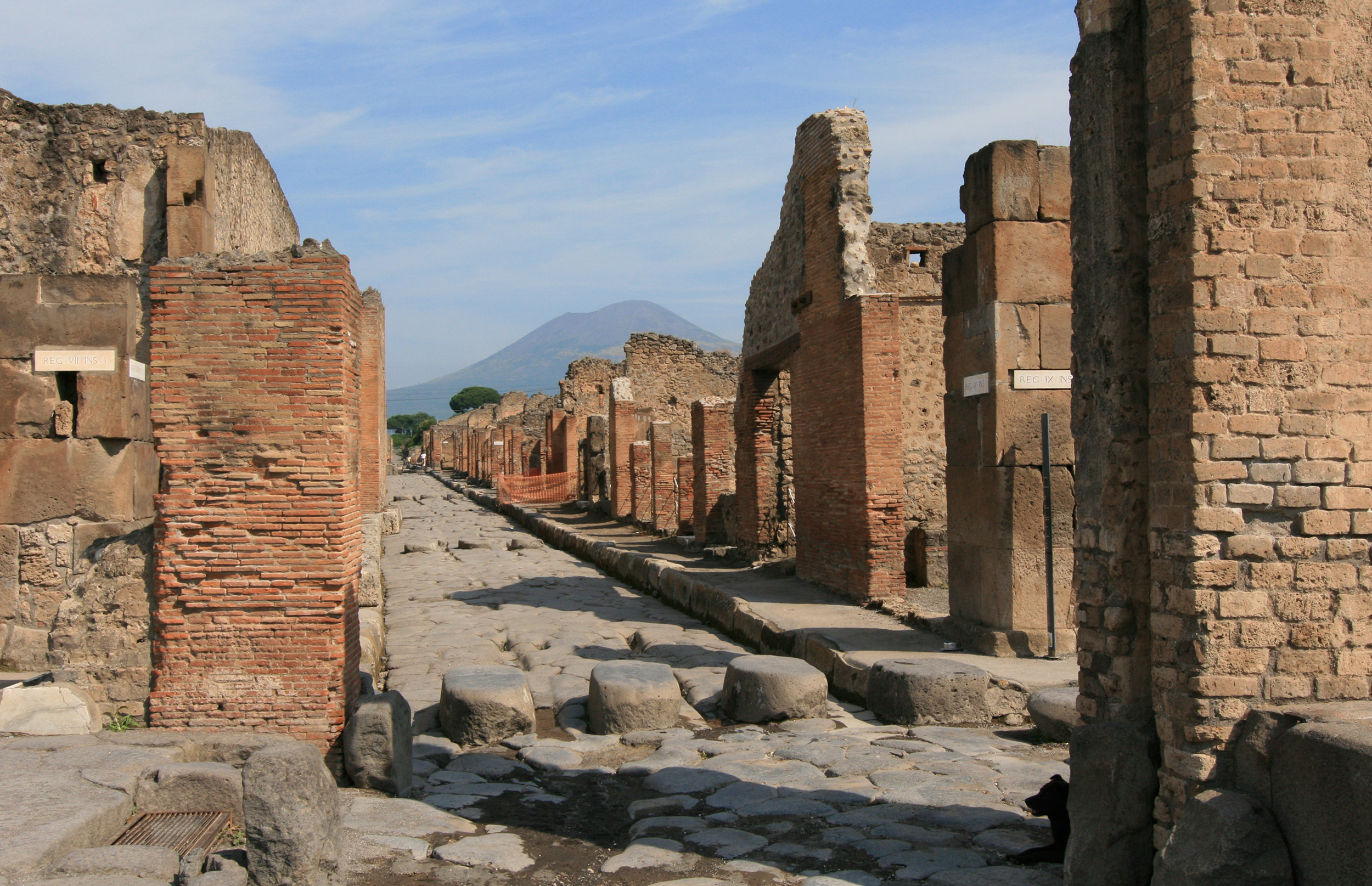
Via Stabiana, esplorata subito dopo l'Unità d'Italia

Con l'unità d'Italia ci fu un repentino cambiamento nelle opere di scavo: la direzione fu affidata a Giuseppe Fiorelli, che potendo disporre anche di un maggior supporto economico, iniziò lo scavo integrale di diverse insulae e concluse quello di alcune già parzialmente esplorate, come nei pressi di Via Stabiana e delle porte Stabia e Marina; proprio a Fiorelli si deve la prima ordinata opera di scavo, con la divisione della città in insulae e regiones. Nel 1863 fu introdotta la tecnica dei calchi, ossia si intuì che riempiendo con gesso le tracce lasciate dalla decomposizione dei materiali organici, si poteva risalire a persone, piante e oggetti della vita romana. Tra il 1870 ed il 1885 fu redatta la prima mappa dell'intera area pompeiana, opera di Giacomo Tascone, costantemente aggiornata ed al contempo fu creato il plastico 1:100, oggi conservato al museo archeologico nazionale di Napoli, che riproduceva l'intera area degli scavi. Nel 1875 il complesso delle rovine di Pompei passò nelle mani della Direzione Generale delle Antichità e Belle Arti del Regno, che affidò l'opera di esplorazione a Michele Ruggero, il quale proseguì la campagna di scavo lungo la Via di Nola, portando alla luce la Casa delle Nozze d'Argento, ricostruendo la sala corinzia e l'atrio: non fu l'unico esempio di ricostruzione, in quanto anche in altre strutture furono rifatti i tetti e ricostruite le mura, soprattutto per preservare gli affreschi che sempre più spesso venivano conservati al loro interno piuttosto che asportarti; furono inoltre rinvenute, nella parte sud della città, alcune case a terrazza. Sempre in questo periodo ci fu il ritrovamento della statua del Satiro e dell'affresco di Bacco ed il Vesuvio nella Casa del Centanario e delle tavolette cerate, ossia dei documenti sulla contabilità, nella casa di Lucio Cecilio Giocondo, decifrate poi da Giulio De Petra. Nel 1878 furono operate le prime ricerche per l'individuazione della linea di costa prima dell'eruzione del Vesuvio del 79, mentre nel 1884, 1888 e 1889, all'interno del tempo Dorico, vennero realizzate delle ricerche in profondità per accertare la presenza di tracce pre-romane e per comprendere lo sviluppo urbanistico della città. Nell'ultimo decennio del XIX secolo fu esplorata la zona settentrionale della città, che portò alla scoperta della Casa dei Vettii, oltre allo scavo della cinta muraria compresa tra le torri IX e X.

## XX e XXI secolo
Responsabili:
- 1738-1780: Roque Joaquín de Alcubierre
- 1780-1808: Francesco La Vega
- 1808-1814: Pietro La Vega
- 1814-1825: Antonio Bonucci
- 1825-1828: Nicola d'Apuzzo
- 1827-1837: Carlo Bonucci
- 1837-1848: Pietro Bianchi
- 1839-1859: Francesco Avellino
- 1849-1851: Giuseppe Settembre
- 1850-1863: Sangiorgio Spinelli
- 1860-1875: Giuseppe Fiorelli
- 1875-1893: Michele Ruggero
- 1893-1901: Giulio De Petra
- 1901-1905: Ettore Pais

- 1906-1910: Giulio De Petra
- 1905-1910: Antonio Sogliano
- 1911-1923: Vittorio Spinazzola
- 1924-1961: Amedeo Maiuri
- 1961-1976: Alfonso De Franciscis
- 1977-1981: Fausto Zevi
- 1981-1984: Giuseppina Cerulli Irelli
- 1984-1995: Baldassare Conticello
- 1995-2010: Pietro Giovanni Guzzo
- 2010-2012: Giuseppe Proietti
- 2010: Jeanette Papadopulos
- 2010-2014: Teresa Elena Cinquantaquattro
- 2014-2021: Massimo Osanna
- 2021-: Gabriel Zuchtriegel

Dati visitatori:
- 2000: 2 165 739
- 2001: 2 255 365
- 2002: 2 224 668
- 2003: 2 112 412
- 2004: 2 287 580
- 2005: 2 370 940
- 2006: 2 569 872
- 2007: 2 571 725
- 2008: 2 253 633
- 2009: 2 087 559
- 2010: 2 319 668
- 2011: 2 352 189

- 2012: 2 336 188
- 2013: 2 443 325
- 2014: 2 668 178
- 2015: 2 978 884
- 2016: 3 209 089
- 2017: 3 418 733
- 2018: 3 649 374
- 2019: 3 805 094
- 2020: 564 941
- 2021: 999 719
- 2022: 2 972 159
- 2023: 3 985 424

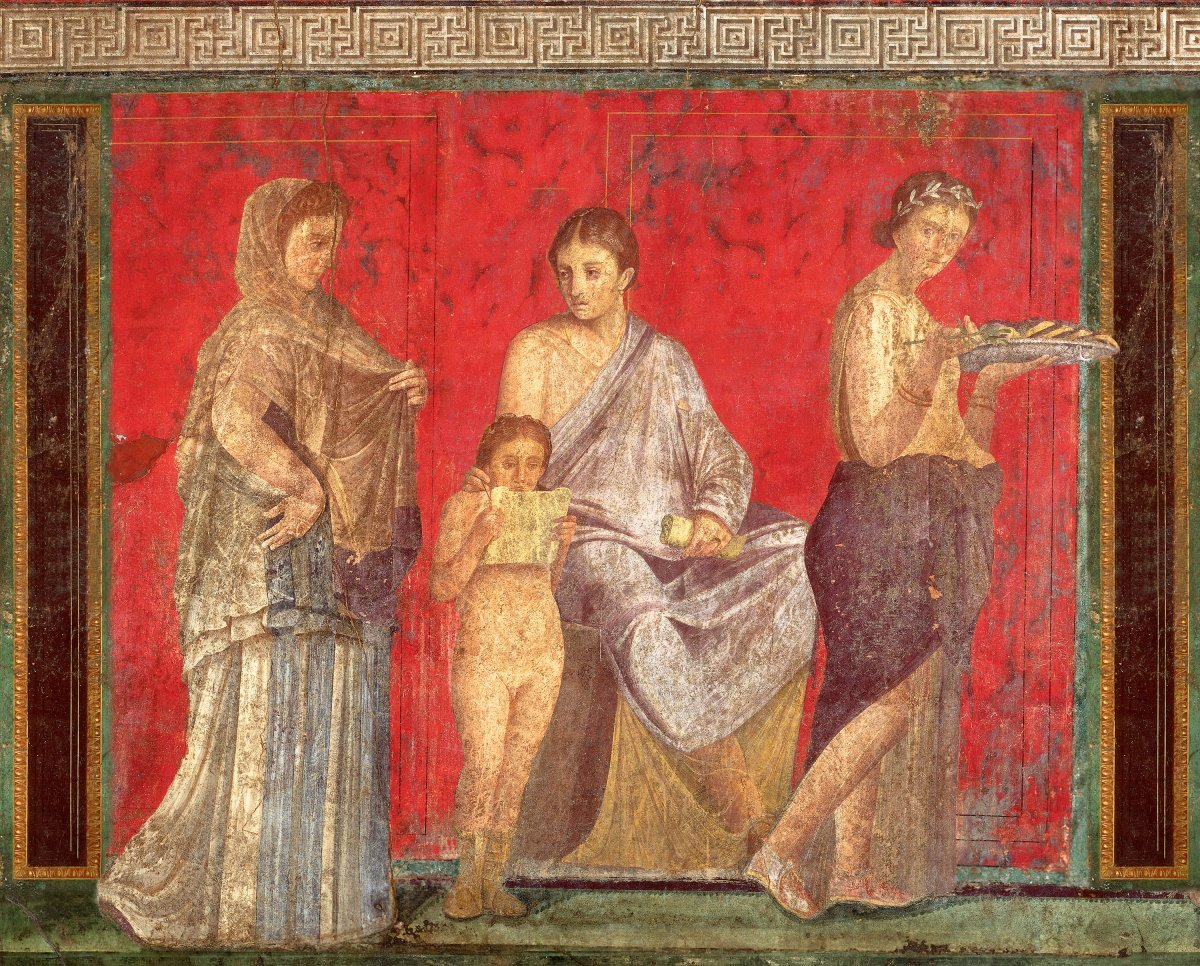
Affresco di Villa dei Misteri

L'inizio del XX secolo fu caratterizzato dalla decisione di poter lasciare effettuare a privati sessioni di scavo, per lo più al di fuori della antica città: questo provvedimento, molto discusso, provocò la perdita di notevoli reperti, ma permise al contempo di ottenere importanti informazioni su opere fondamentali dei pompeiani della città come ad esempio sul porto, che fu individuato tra il 1899 e il 1901, nei pressi di un canale del fiume Sarno. Antonio Sigliano divenne direttore degli scavi nel 1905 e promosse un importante progetto di esplorazione, che però non riuscì a concludere: si trattava di una serie di sondaggi sotterranei, per conoscere la storia pre-romana di Pompei ed allo stesso tempo diverse esplorazioni di necropoli nei pressi delle porte Vesuvio, di Nola e di Ercolano, queste ultime di origine sannitica. Nel 1911 Vittorio Spinazzola divenne il nuovo direttore degli scavi: sotto la sua dirigenza, le indagini archeologiche si spostarono dalla parte settentrionale a quella meridionale della città; altro obiettivo del nuovo direttore era quello di unire l'Anfiteatro con il centro della città e di utilizzare metodi di scavi meno invasivi, in quanto convinto che molte case fossero dotate di un secondo piano, così come dimostrato da diverse pitture, ma che durante gli scavi veniva distrutto: l'intuizione di Spinazzola fu giusta e durante le esplorazioni nei pressi di Via dell'Abbondanza la sua tesi venne confermata; in questo modo si venne a conoscenza che Pompei non era solo fatta di case residenziali, ma che aveva anche un ruolo produttivo e commerciale: in tale periodo furono scoperti Lavanderia Stephani ed il Thermopolio di Asellina.
Nel 1924 divenne direttore Amedeo Maiuri, incarico che mantenne per ben 37 anni: questo lungo arco di tempo fu uno dei più vivaci per la storia delle rovine. Venne completato lo scavo dell'anfiteatro e della palestra grande, si proseguì lo scavo lungo Via dell'Abbondanza, tra il 1929 ed il 1930 fu completato lo scavo di Villa dei Misteri, già iniziato nel 1909, furono completamente ripristinate le antiche mura e si iniziarono indagini alla necropoli di Porta Nocera ed alle ville urbane sul lato meridionale della città; inoltre proprio il Maiuri condusse studi stratigrafici utile per la ricostruzione cronologica di Pompei. A partire dai primi anni del XX secolo si iniziò ad usare la fotografia come mezzo di studio, così come i disegni passarono da un modello artistico ad uno più tecnico; le tecniche di scavo divennero più precise e tutti gli elementi asportati, come tetti, finestre e porte, rimossi per evitare crolli agli edifici, venivano poi riposizionati al loro posto una volta terminata l'esplorazione. Nel corso della Seconda guerra mondiale il sito archeologico fu investito da varie incursioni aeree da parte della Forze alleate. I bombardamenti causarono danni gravissimi e in molti casi, irreversibili.
Dal 1967, in concomitanza con l'assunzione degli scavi da parte di Alfonso De Franciscis, le indagini subirono una brusca frenata: il patrimonio era diventato molto ampio e tutto il complesso aveva bisogno di continue opere di restauro; fu così che l'attenzione si focalizzò su un aspetto conservativo, mentre nuovi scavi riguardarono solo singoli edifici e non più intere aree, come la Casa di Giulio Polibio, esplorata tra il 1964 ed il 1977 e la Villa di Fabio Rufo. Un grave colpo fu dato dal terremoto dell'Irpinia del 1980 che provocò notevoli danni alle rovine, rendendo necessaria una totale opera di riassetto; le attività di risistemazione si servirono di una grossa documentazione fotografica, iniziata nel 1977 e terminata pochi giorni prima del sisma, dove tutte le pitture e le decorazioni vennero fotografate e catalogate. Dal 1987 gli scavi proseguirono nella zona del regio IX, nei pressi di Via dell'Abbondanza; nel 1995 partì l'opera di documentazione di tutto il patrimonio architettonico, analizzando ogni singolo monumento. Nel 1997 l'area archeologica di Pompei, insieme a quella di Ercolano ed Oplonti, entrò a far parte della lista dei patrimoni dell'umanità dell'UNESCO.
Anche l'inizio del nuovo millennio fu caratterizzato da scavi nella zona del IX regio, tuttavia a causa di mancanza sia di fondi economici, sia di pochi restauri, alcune strutture hanno subito danni o crolli, soprattutto a seguito di avverse condizione meteo: la Schola Armatorum crollò il 6 novembre 2010, così come un muro del viridario della casa del Moralista, circa un mese dopo; altri crolli interessarono per lo più strutture murarie o pezzi di intonaco, come al tempio di Giove, al tempio di Venere e nei pressi della necropoli di Porta Nocera, agli inizi del 2014. Per far fronte all'emergenza l'Unione europea stanziò 105 milioni di euro per il totale restauro del sito: i lavori cominciarono nel 2012 sotto il nome di "Grande Progetto Pompei", con il compito di ridurre il rischio idrogeologico all'interno del parco, consolidare le strutture murarie e restaurare quelle con decorazioni, perfezionare l'impianto di videosorveglianza e creare delle coperture ai monumenti in modo da permettere l'accesso ai turisti.